# Bánh ít trần

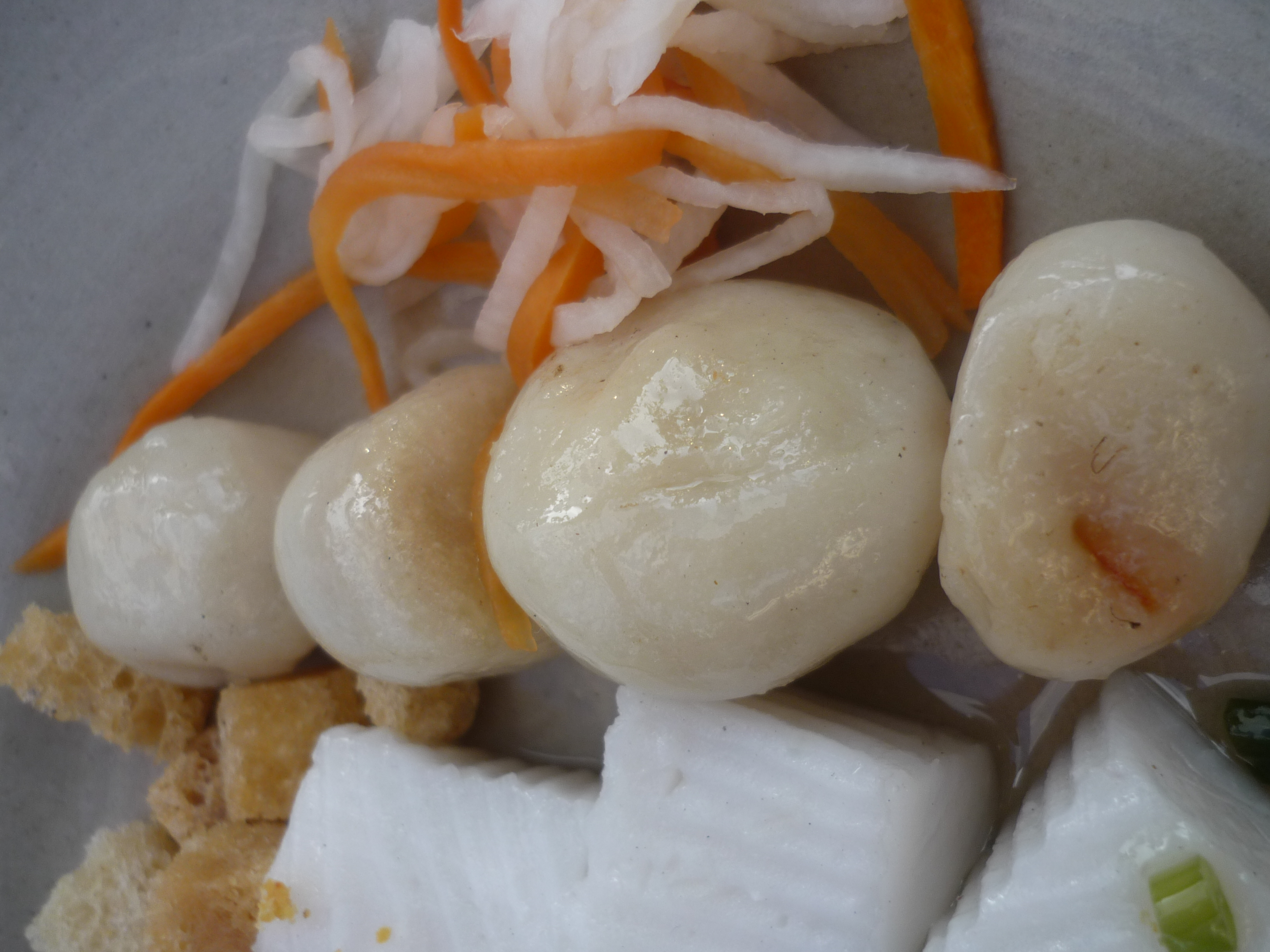
Bánh ít trần

Bánh ít trần là món quà vặt của người dân miền Trung Việt Nam. Bánh có đôi phần giống như bánh nếp của người miền Bắc, nhân đậu xanh kết hợp với thịt lợn, mộc nhĩ và hạt tiêu được bao bọc bởi một lớp vỏ bánh làm từ bột nếp dẻo dai. Khi ăn bánh ít trần thường dùng kèm với một bát nước mắm chấm thật cay vị ớt để cảm nhận rõ nét vị ngon độc đáo của món bánh từ miền Trung.